# フランス領ポリネシア

フランス領ポリネシア
Polynésie française
Pōrīnetia Farāni

フランス領ポリネシア（フランスりょうポリネシア、フランス語: Polynésie française、タヒチ語: Pōrīnetia farāni）は、南太平洋にあるフランスの海外共同体（Collectivité d'outre-mer、略してCOM：英語：overseas collectivity、海外準県）であり、その中でも海外領邦（仏語：Pays d'outre-mer、略してPOM：英語:Overseas Country）という特別な地位を有している。ポリネシアのいくつかの諸島からなる。
ソシエテ諸島のタヒチ島は、リゾート地として最も有名な島で、フランス領ポリネシアの中心地でもある。タヒチの面積は1,608km2の火山島でオロヘナ山（2,237m）が最も高い山。人口も最大であり、行政所在地パペーテがある。コプラ、ノニ（ヤエヤマアオキ）、真珠母貝、黒蝶貝真珠（黒真珠）、バニラ、果汁、マグロなどを産出する。

## 歴史

### ヨーロッパ人の侵入以前
現在のフランス領ポリネシアに最初に人類が到達した時期については諸説あるが、5世紀から8世紀頃にはトンガやサモアなどの西ポリネシアから航海カヌーでやってきたポリネシア人たちが、この海域の島々を次々に発見し、定住していったと考えられている。
現在、それらの島々の中でも最も早く発見・植民されたと考えられているのはマルケサス諸島である。古代のポリネシア人たちはマルケサス諸島を東ポリネシア海域の根拠地とし、ここからイースター島やハワイ諸島、タヒチ島、トゥアモトゥ諸島、ニュージーランドなどに拡散していったとの見方が、今のところ最も有力である。

### ヨーロッパ人の来航
1595年にスペイン人のアルバロ・デ・メンダーニャ・デ・ネイラが南米のペルーから出航し、マルケサス諸島の4島に次々に上陸した。1606年にはポルトガルの航海者がトゥアモトゥ諸島のハオ島に到着している。タヒチ島には、1769年イギリスの航海者サミュエル・ウォリスがヨーロッパ人として初めて来航した。続いて1786年にはフランス人のルイ・アントワーヌ・ブーゲンビルがタヒチ島を訪れており、1769年にはジェームズ・クックもタヒチ島に訪れている。ちなみに、日本人が初めて来航したのは、1804年、津太夫らの漂流者４人がロシアのナジェジタ号でマルキーズ（マルケサス）諸島に碇泊した時である。

### バウンティ号の反乱
1788年にクックの元航海長だったウィリアム・ブライ船長のバウンティ号が、西インド諸島の奴隷の安い食料品としてパンノキ採集のためにタヒチ島に訪れている。しかし、そこでバウンティ号の反乱事件が起きる。
パンノキを採取し、タヒチ島から西インド諸島のジャマイカへ向かう途中、航海士フレッチャー・クリスチャンを始めとする、ブライ船長のやり方に対して不満を持っていた十数人の乗組員が太平洋上で反乱を起こしたのである。彼ら反乱者達はバウンティ号を乗っ取って、タヒチ島に戻り、そこでタヒチ人の男女数人を連れてゆき、誰にも見つからない、どこか遠くの無人島に住み着こうとし、1790年に無人の孤島ピトケアン島にたどり着き、住み着いた。

### フランスによる植民地化
タヒチ島は1791年頃よりポリネシア系のポマレ王朝によって支配されてきたが、1842年に女王ポマレ4世がフランスの圧力に屈し、タヒチ島とモーレア島をフランスの保護領とする条約に署名。1880年のポマレ5世の主権譲渡への署名によりタヒチ島はフランスの植民地となり、以降、フランスは本格的にタヒチ島に進出していった。
第二次世界大戦中にフランス本国がナチス・ドイツに占領されると、自由フランス側につき、連合国に協力した。
1949年にフランス海外領土に昇格し、1957年に大幅な自治権を獲得。
一時自治権の拡大により国連非独立地域リストから削除されたが、ナウル、ツバル、ソロモン諸島によって国連総会に提案され、2013年5月18日に再びリストに掲載されることが決議された。

### 核実験と住民らへの補償
ムルロア環礁とファンガタウファ環礁は、フランスの核実験場となり、1966年から1996年まで193回（空中実験と地下実験を合わせて）行われた。
フランス政府は核実験の安全性を説明してきたが、2010年に核実験の被ばくによる健康被害を認めて被害者に補償する法律を施行。しかし2016年時点で、約1000件の申請のうち補償が認められたのは約20件と僅かにとどまった。同年、フランソワ・オランド大統領がポリネシアを訪問した際には、被害者への補償を見直すことを表明した。
2013年にフランス政府が機密解除した核実験関連文書によれば、1974年に行われた核実験「サントール」だけでも、当時のフランス領ポリネシアのほぼ全人口に相当する約11万人が汚染されていたと推定されている。

## 地理

フランス領ポリネシアの各諸島

フランス領ポリネシアには121の島があり、うち75の島に人が住んでいる。総面積は4,167km2（石川県とほぼ同じ）で、250万km2の範囲の海域に多数の島が散らばっている。フランス領ポリネシアに含まれる島はソシエテ諸島（タヒチ島、モーレア島、テティアロア島、フアヒネ島、ライアテア島、タハア島、ボラボラ島、マウピティ島、ツパイ島など）、オーストラル諸島（トゥブアイ諸島、バス諸島）、トゥアモトゥ諸島（ムルロア環礁など）、ガンビエ諸島、マルキーズ諸島（マルケサス諸島）である。かつて含まれていたクリッパートン島は、2007年2月22日からフランス政府の直接統治下に入った。
キリバスのライン諸島とは同じ標準時を採用しているように見えるが、ライン諸島がUTC+14であるのに対し、フランス領ポリネシアはハワイ諸島と同日同時刻のUTC-10であるため、キリバスよりも日付が1日遅れることになる。ちなみにフランス領ポリネシアの標準時は、日本時間の19時間遅れ（マルキーズ諸島のみ18時間半遅れ）、フランス本国の11時間（本国が夏時間のときは12時間）遅れである。

## 政治

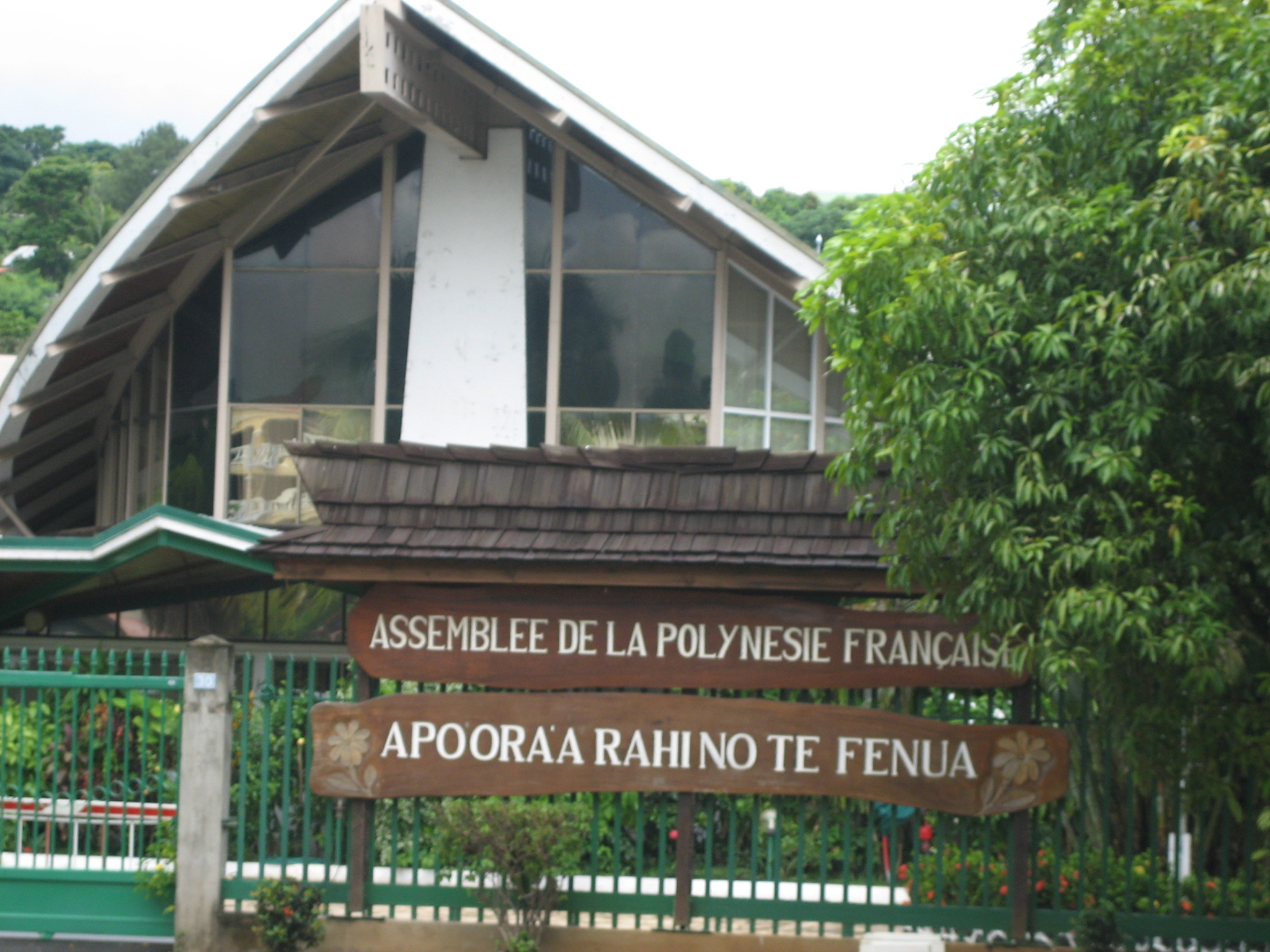
フランス領ポリネシア議会

フランス共和国におけるこの海外領域での最高代表者として、フランス共和国高等弁務官が配置されている。この地位はフランス本国の県知事に相当する。また、無人島であり地方行政機構を持たない海外準領土であるクリッパートン島も、この高等弁務官の管轄下に置かれており、公邸および事務所は、パペーテの高等弁務官府（Haut-Commissariat）に設置されている。
行政執行についてはフランス領ポリネシア大統領率いる閣僚評議会が担っている。
フランス領ポリネシアはフランス国民議会(下院)に3人の代議員を3つの選挙区から送っている。一人目はパペーテとタヒチ島北東郊外のコミューンおよびモーレア島、ガンビエ諸島とマルキーズ諸島を、二人目は
パペーテ以外のタヒチ島大部分とオーストラル諸島を、三人目はタヒチ島南西郊外とリーワード諸島を代表している。フランス領ポリネシアはまた、元老院（上院）に二人の議員(この二人はフランス領ポリネシア全体を代表する)を派遣している。防衛はフランス軍が行い、約900人の軍人が配備されている。

## 住民
2017年の国勢調査によると、住民の89.0%がフランス領ポリネシア出身、8.1%がフランス本土出身、1.2%がその他のフランス海外県ないし海外領土出身、1.7%が外国出身となっている。また、タヒチ1島だけで全人口の69%を占める。首府パペーテの都市圏は13万6,771人の住民を有している。

### 言語
公用語はフランス語とタヒチ語である。
ソシエテ諸島（タヒチ島など）ではタヒチ語、マルキーズ諸島ではマルキーズ語、トゥアモトゥ諸島ではトゥアモトゥ語、ガンビエ諸島ではマンガレバ語、オーストラル諸島ではオーストラル語、ラパ島ではラパ語が話される。

## 経済
フランス領ポリネシアの経済は、中程度に発達しているが、それらはフランス本土からの輸入、観光産業、財政援助によって支えられている。観光産業はかなり発達しており、主要島のほとんどで見受けられる。
フランス領ポリネシアは世界最大の黒蝶真珠の輸出国で、世界の90%以上のマーケットシェアを誇っている。最盛期の1990年代には年間およそ8トンから10トンの輸出量、金額にして200億円以上の輸出を記録している。黒蝶真珠の輸出には1グラムあたり200xpfの真珠輸出特別税が課せられ、多いときには20億円以上の直接税収がもたらされている。

## 情報・通信
放送は本国フランス共和国の放送局フランス・テレビジョンが傘下に置く海外領土向けチャンネルのLa Première（旧RFO）がある。フランス領ポリネシアにおいてはLa Premièreのフランス領ポリネシア局のPolynésie La Première (télévision)が放送している。ほかにCanal+の傘下にあるCanal+ Polynesieなどがある。インターネットにおいてはフランス領ポリネシアに限らず本国のプロバイダも利用される。新聞は売店などでの販売が主流。

## 日本との関係
国際交流基金の海外日本語教育機関調査によると、ラ・ムネ高校で1990年から日本語が教えられている。

## 交通
パペーテ・タヒチ国際空港を拠点にエア タヒチ ヌイが国際線を、エアタヒチが域内の空路とクック諸島への運航を行っている。国際線は本国のほか、オーストラリア、ニュージーランド、日本（成田国際空港）、アメリカ合衆国ロサンゼルス経由パリなどへ就航している。また、エールフランスやニュージーランド航空、LATAM航空（チリ）、ハワイアン航空なども乗り入れている。